# Scruples
Scruples är en amerikansk miniserie från 1980 som handlar om den unga änkan Billy Ikehorn som äger lyxbutiken Scruples i Beverly Hills. Gene Tierney gör i serien sin sista roll.
Scruples visades i SVT2 i juli och augusti 1981 med titeln Scruples – en värld i flärd.

## Roller
| Lindsay Wagner       | – Billy Ikehorn      |
| Barry Bostwick       | – Spider Elliott     |
| Marie-France Pisier  | – Valentine O'Neill  |
| Efrem Zimbalist, Jr. | – Ellis Ikehorn      |
| Nick Mancuso         | – Vito Orsini        |
| Connie Stevens       | – Maggie McGregor    |
| Robert Reed          | – Josh Hilman        |
| Kim Cattrall         | – Melanie Adams      |
| Gavin MacLeod        | – Curt Arvey         |
| Gary Graham          | – Jake Cassidy       |
| Gene Tierney         | – Harriet Toppingham |

## Avsnitt
1. Änkestöten
2. Pengar har också en baksida
3. uppgift saknas